# Половницкое
 Половницкое  — деревня в Лесном муниципальном округе Тверской области.

## География
Находится в северо-восточной части Тверской области на расстоянии приблизительно 13 км по прямой на север-северо-восток по прямой от районного центра села Лесного.

## История
Деревня уже была отмечена как на карте 1825 года, так и на карте Менде. До 2019 года входила в состав ныне упразднённого Бохтовского сельского поселения.

## Население
Численность населения: 34 (русские 94 %) в 2002 году, 20 в 2010.